# 3317 Paris
A 3317 Paris (ideiglenes jelöléssel 1984 KF) egy kisbolygó a Naprendszerben. Carolyn Shoemaker,  Eugene Merle Shoemaker fedezte fel 1984. május 26-án.